# Diboran(4)
Diboran là một hợp chất vô cơ của bor với hydro có công thức hóa học B2H4.

## Điều chế
Diboran(4) được điều chế bằng cách tách hai nguyên tử hydro từ diboran(6) có xúc tác fluor:
B2H6 (x.t F2)→ B2H4 + H2

## Cấu trúc
Diboran(4) có cấu trúc phân tử trong đó có hai nguyên tử hydro làm cầu nối giữa hai nguyên tử bor thông qua liên kết ba điện tử ở tâm, ngoài liên kết hai điện tử ở tâm giữa hai nguyên tử bor và một liên kết nguyên tử hydro ở đầu cuối cho mỗi nguyên tử bor.

## Dẫn xuất

### Hợp chất này có các dẫn xuất khác như:
- Borane
- Diboran(6)
- Tetraboran
- Pentaboran(9)
- Pentaboran(11)
- Hexaboran(10)
- Hexaboran(12)
- Decaboran(14)
- Octadecaboran[3][4][5]

### Hợp chất bor khác:
- Bor trifluoride
- Acid carboran
- Dibor trioxide
- Natri borohydride